# Bezannes
 Bezannes  ist eine französische Gemeinde mit 4456 Einwohnern (Stand 1. Januar 2022) im Département Marne in der Region Grand Est. Sie gehört zum Arrondissement Reims und zum Kanton Reims-4.

## Bevölkerungsentwicklung
| Jahr      | 1962 | 1968 | 1975 | 1982 | 1990 | 1999 | 2007 | 2018 |
| Einwohner | 375  | 563  | 558  | 669  | 1031 | 1299 | 1334 | 2550 |

## Sehenswürdigkeiten
- Kirche St. Martin (11. Jahrhundert)

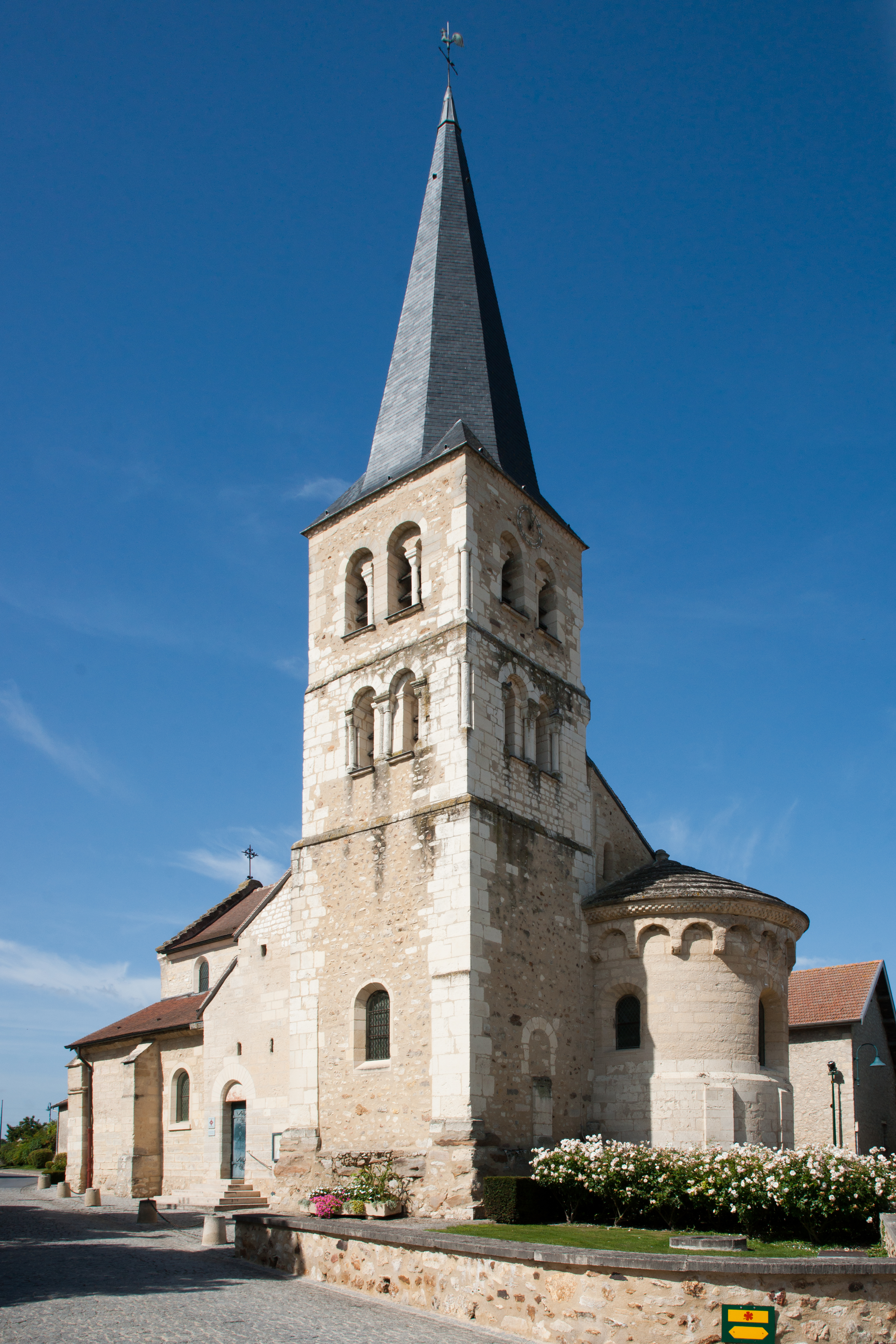
Kirche St. Martin